# Porsche Taycan
La Porsche Taycan è un'autovettura elettrica costruita dalla casa automobilistica tedesca Porsche a partire dal 2019.
Presentata per la prima volta al salone dell'automobile di Francoforte del settembre 2019, è stata anticipata dalla concept car Mission E allo stesso salone nel 2015. È la prima auto elettrica di produzione della Porsche, la prima ad adottare la nuova piattaforma J1 ed è la prima vettura elettrica ad avere la ricarica in corrente continua da 270 kW a 800 volt.

## Nome
Il nome Taycan è una parola macedonia turca composta da tay e can (significano rispettivamente "giovane cavallo" e "anima e vita"), che si traduce in "spirito di un cavallo vivace"; il nome è un richiamo al cavallo simbolo del marchio Porsche (e della città di Stoccarda, sede dell'azienda).
Le versioni più potenti sono denominate "Turbo", anche se in realtà tale dicitura è puramente pubblicitaria dato che la vettura, avendo solo motori elettrici, non ha sistemi di sovralimentazione né turbocompressori.

## Descrizione

### Design e interni

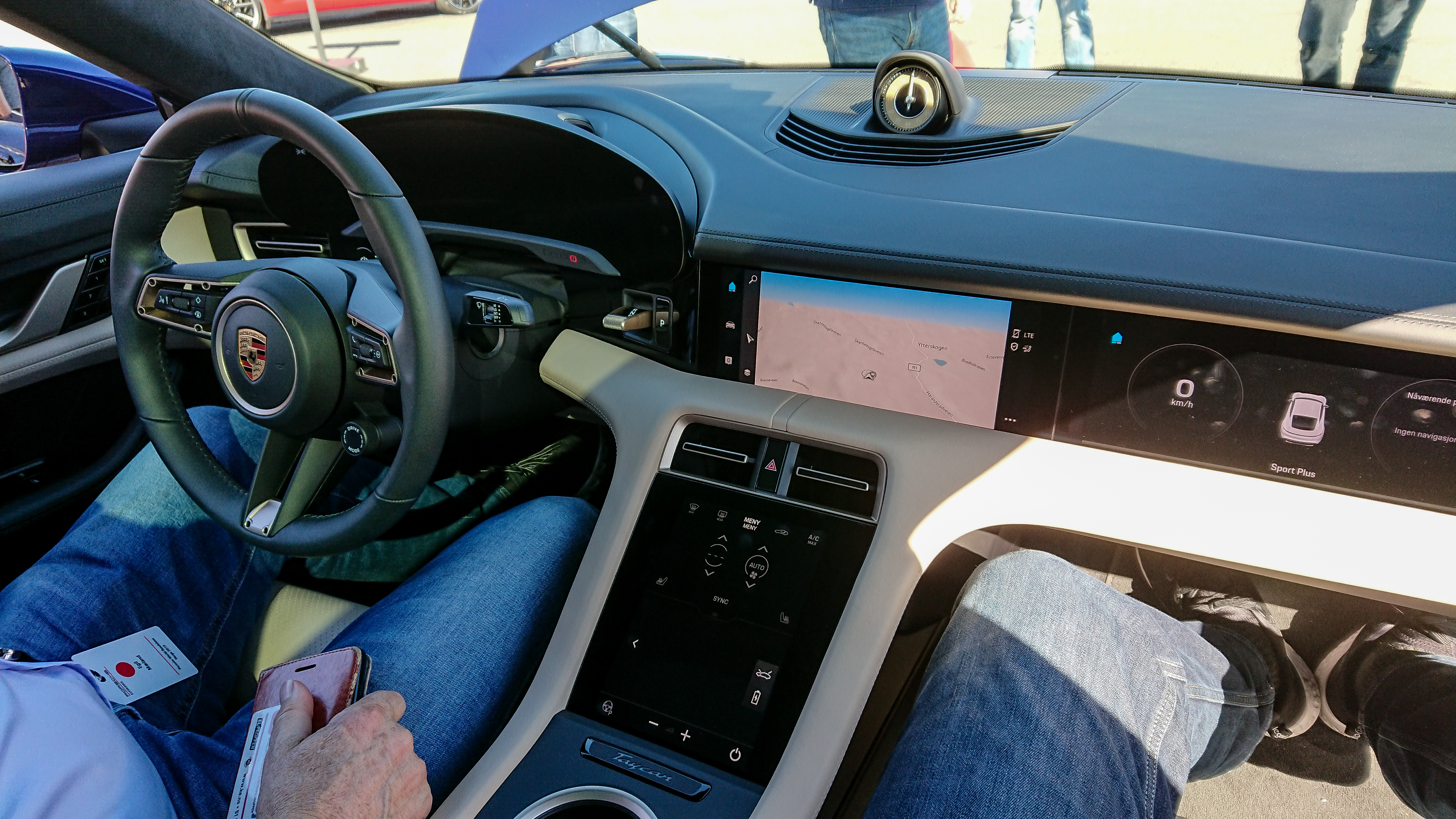
Interni

All'interno sono presenti quattro display digitali, tra cui uno da 16,8″ curvo posto dietro il volante davanti al guidatore che funge da quadro strumenti. Un secondo schermo da 10,9″ è posto a destra del quadro strumenti, che svolge la funzione di sistema dell'infotainment. Un terzo schermo, disponibile come optional e posizionato a destra di quello dell'infotainment, è dedicato al passeggero e consente di utilizzare alcune funzionalità del sistema di infotainment. Un quarto schermo verticale da 8,4″ è posizionato nella console centrale, che serve per controllare alcune funzionalità di bordo come ad esempio la climatizzazione e mostra lo stato del gruppo motopropulsore, indicando al conducente come utilizzare in modo più efficiente la potenza della vettura. Infine in alto nel cruscotto è presente il classico orologio Porsche.
Lo stile esterno, disegnato dall'ex designer Porsche Mitja Borkert e dal capi del centro stile Michael Mauer, è ispirato alla Mission E e ne conserva alcuni elementi. Le caratteristiche principali del design esterno sono costituite dalla presenza di uno spoiler posteriore a scomparsa e delle maniglie delle portiere anch'esse a scomparsa. A differenza del concept Mission E, la vettura non ha le portiere ad apertura ad armadio.

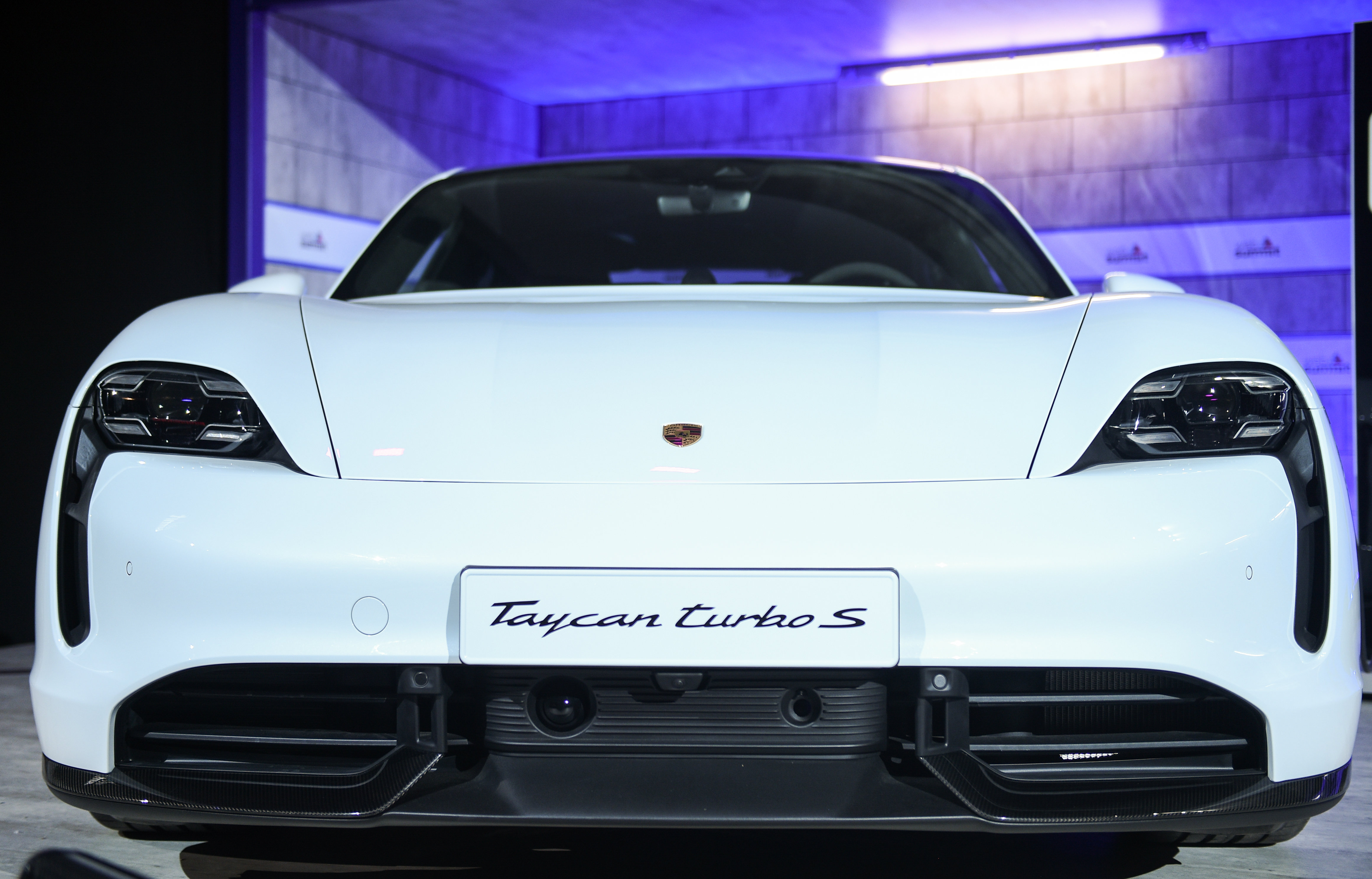
Dettaglio del frontale

Esteticamente la vettura combina le tradizionali proporzioni delle vetture Porsche, con un frontale arrotondato e corto e la parte centrale e posteriore allungata, richiamando in molti elementi lo stile della 911. La parte anteriore è dotata di fari diurni a LED a quattro punti. Sul retro è presente una fascia luminosa a tutta larghezza che ospita da fanali e indicatori di direzione posteriori.
La Taycan è dotata di due bagagliai: uno classico posto dietro i sedili posteriori e l'altro collocato sotto il cofano anteriore. Al lancio la vettura è disponibile in due versioni chiamate Turbo con motore da 500 kW e Turbo S con 560 kW. In seguito sono state aggiunte altre due versioni chiamate 4S da 390 kW e 4S Performance Battery Plus con 420 kW e autonomia estesa.

## Caratteristiche e specifiche tecniche

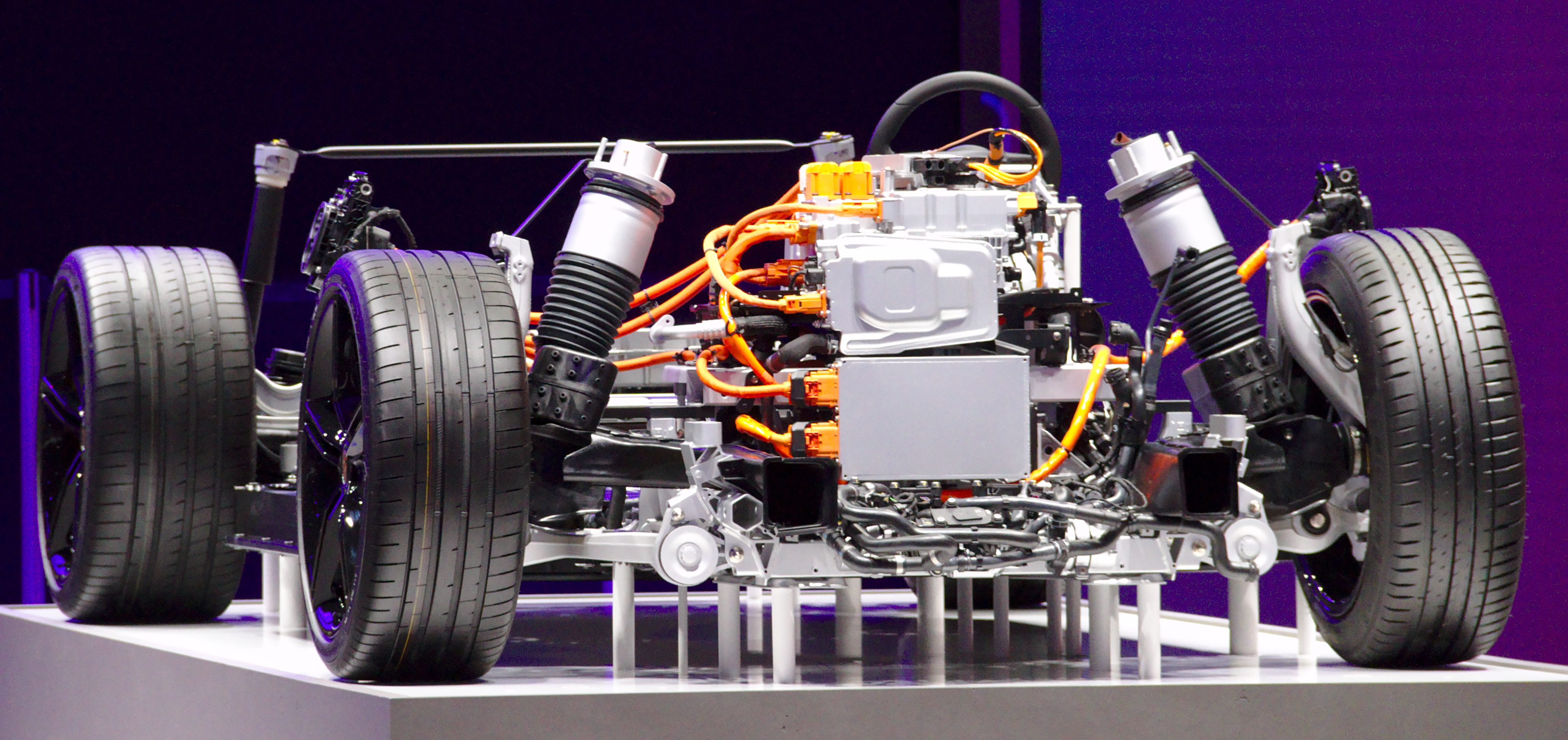
Vista della meccanica e del telaio "a nudo"

La vettura è realizzata sulla piattaforma J1, caratterizzata dalla costruzione attraverso un mix di acciaio e alluminio. In totale il 37% dell'auto è costruito in alluminio.
La Taycan utilizza un motore sincrono a magneti permanenti su ciascun asse, che insieme formano un sistema di trazione integrale. Nella parte anteriore, la potenza viene inviata alle ruote attraverso un cambio a singola velocità. Nella parte posteriore, la potenza viene inviata alle ruote posteriori attraverso una trasmissione del tipo a cambio automatico con due velocità, con una prima marcia corta che fornisce la massima potenza per le accelerazioni e una seconda marcia a rapporto lungo che viene innestata per raggiungere la massima velocità o per aumentare l'autonomia (il rapporto di riduzione per la prima è pari a 16:1 mentre per la seconda è pari a 8,05:1, anche la trasmissione anteriore ha un rapporto di riduzione pari a 8,05). I motori sono alimentati da una batteria agli ioni di litio da 93 kWh posta sotto l'abitacolo, che funge da elemento strutturale del telaio. Al fine di ridurre gli ingombri della batteria nell'abitacolo, nella parte posteriore dietro i sedili anteriori sono stati ricavati due incavi all'interno del pacco batterie per aumentare lo spazio per le gambe dei passeggeri posteriori.

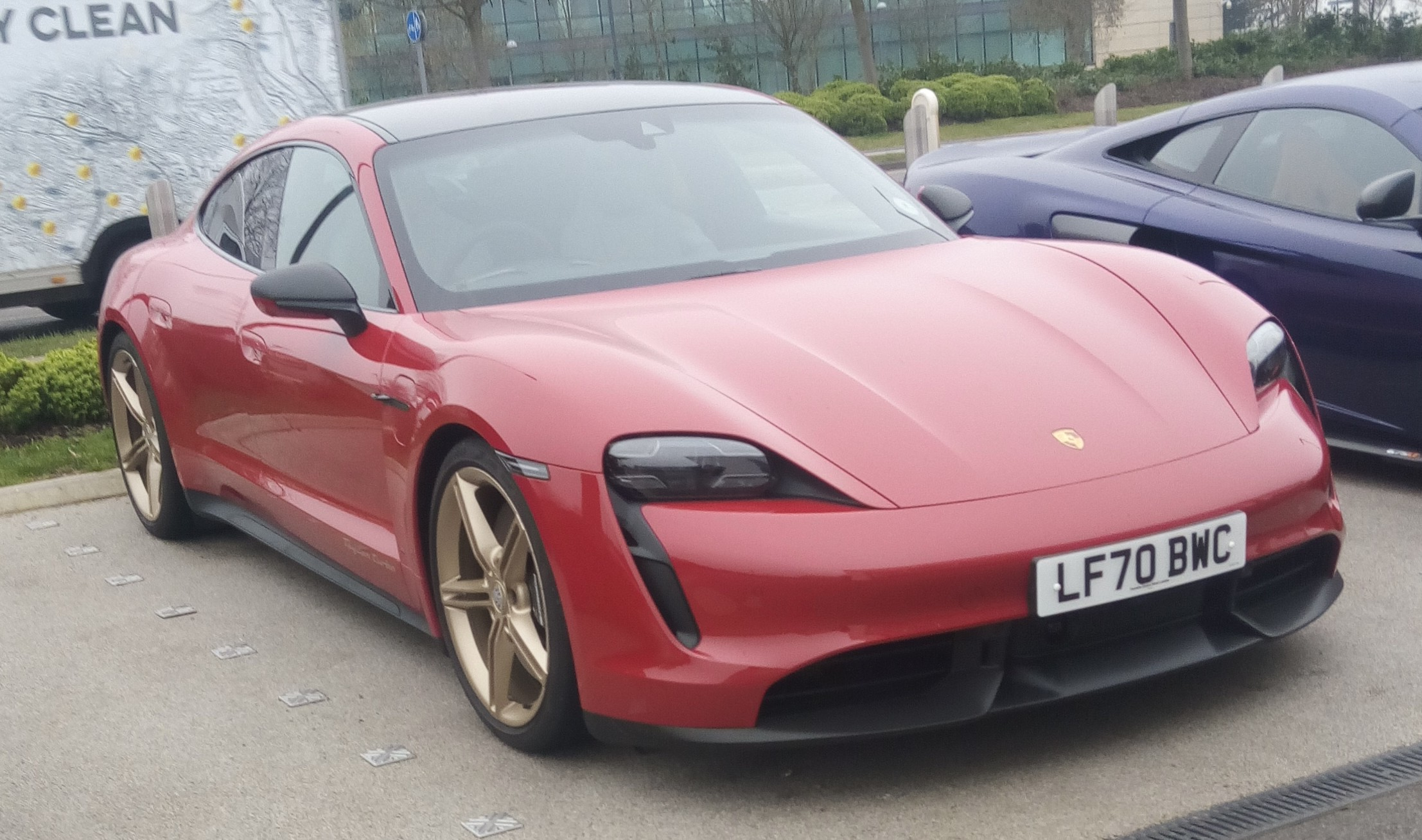
Taycan Turbo S

La frenata rigenerativa riesce a recuperare fino a 265 kW di potenza.
Porsche ha sviluppato un sistema di ricarica da 800 volt specifico per la Taycan. Secondo le stime del produttore, il pacco batteria può essere caricato dal 5% all'80% in 22,5 minuti in situazioni ideali, con un caricabatterie rapido in corrente continua a una colonnina di ricarica con potenza di 270 kW.
La Taycan Turbo ha un coefficiente di penetrazione aerodinamica pari a 0,22; il modello Turbo S ha un coefficiente di resistenza leggermente superiore, pari a 0,25.
Durante dei test indipendenti eseguiti dall'Agenzia per la protezione dell'ambiente degli Stati Uniti nel dicembre 2019, la Taycan Turbo ha raggiunto un'autonomia di 323 km.

## Restyling 2024

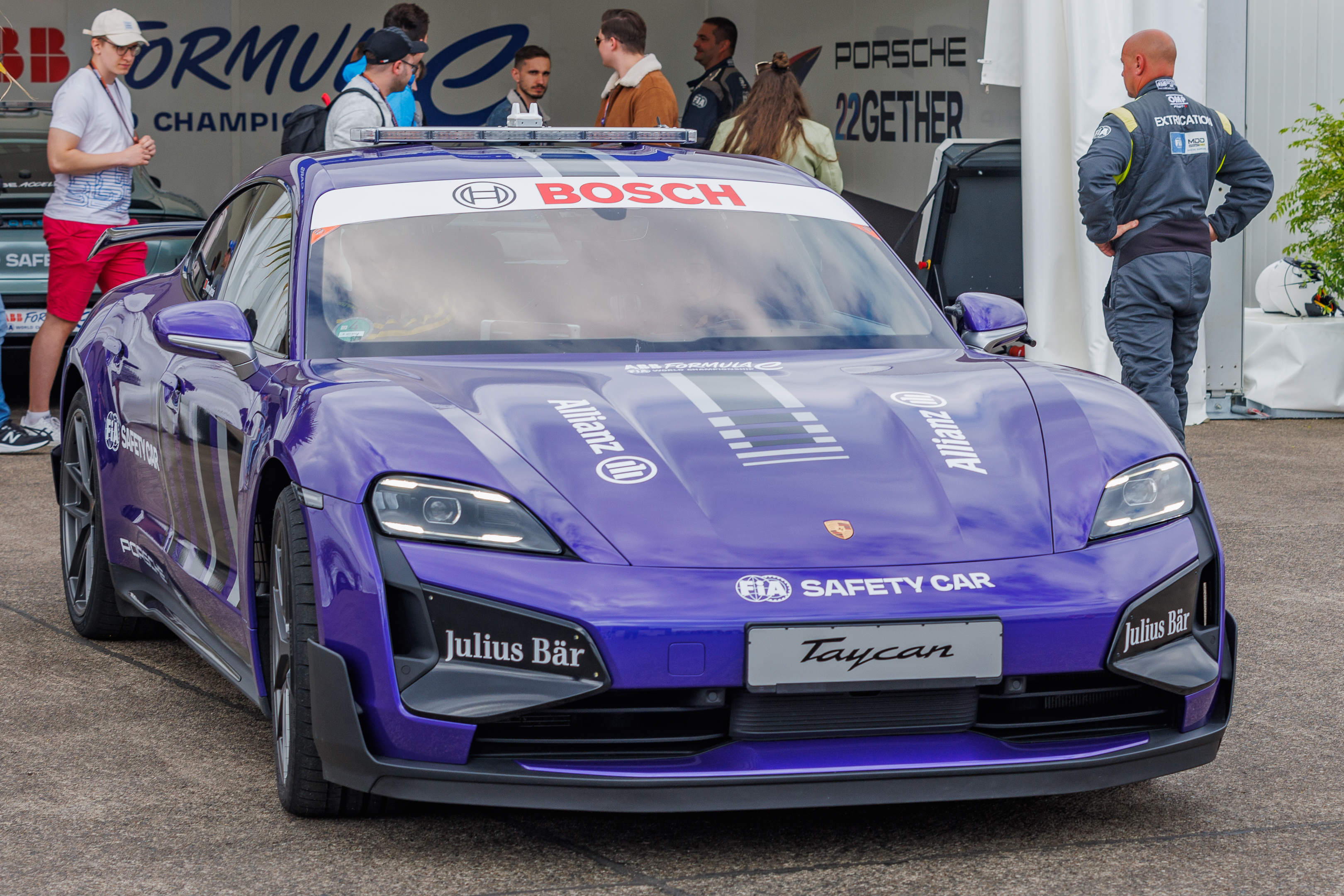
Taycan Turbo GT restyling usata come safety car in Formula E

A inizio febbraio 2024 la vettura subisce un profondo restyling, che coinvolge sia l'estetica sia la parte elettrica.
Porsche ha introdotto una chimica della batteria migliorata, aumentando la densità di potenza e la capacità complessiva a 89 kWh (PB) e 105 kWh (PB+). Inoltre, è stato montato un motore sull'asse posteriore derivato dalla Macan, che è più potente, più efficiente e pesa meno dell'unità precedente. La potenza massima in frenata rigenerativa è stata aumentata da 290 a 400 kW e la velocità di ricarica massima utilizzando un caricabatterie CC è aumentata da 270 a 320 kW. Nel marzo 2024 è stata introdotta ila versione top di gamma Turbo GT, che utilizza lo stesso motore anteriore della Turbo e della Turbo S, ma con un motore posteriore aggiornato che adotta una corrente massima di 900 A (rispetto ai 600 A della Turbo/S) erogando una potenza massima combinata di picco di 760 kW (1 030 CV) utilizzando il Launch Control e di 580 kW (790 CV) in maniera continua.